# Nannocythere delicata
Nannocythere delicata is een mosselkreeftjessoort uit de familie van de Loxoconchidae. De wetenschappelijke naam van de soort is voor het eerst geldig gepubliceerd in 1995 door Whatley & Eynon.